# Monument en l'honneur des frères van Eyck (Gand)
Un monument en l'honneur des frères van Eyck est érigé en 1913 en l'honneur des peintres flamands Hubert et Jan van Eyck à Gand.

## Historique
À l'approche de l'Exposition universelle de 1913, l'architecte Valentin Vaerwyck et le sculpteur Geo Verbanck sont chargés début juillet 1912 de créer un monument à la mémoire des peintres du xve siècle Hubert van Eyck et Jan van Eyck. Le commissaire était l'échevin Joseph Casier, président de la Commission municipale des monuments et des paysages urbains et un des directeurs de l'Exposition universelle de Gand.
Vaerwyck était responsable de l'exécution architecturale et Verbanck de la sculpture. Ils ont conçu un monument centré autour de L'Agneau mystique, le célèbre retable des frères Van Eyck dans la cathédrale Saint-Bavon de Gand. Cependant, cette conception a été rejetée. Dans leur nouveau projet approuvé, les deux frères sont les personnages centraux.
Des fonds internationaux ont été collectés pour la réalisation du monument. Ceux qui s'inscriraient avec suffisamment d'argent pourraient réclamer une médaille commémorative réalisée par le sculpteur Jules Jourdain (1873-1957).  
L'ensemble a été placé sur le Geraard De Duivelhof, une place triangulaire à proximité immédiate de la cathédrale Saint-Bavon. Le groupe de sculptures tourne le dos à la chapelle Vijdt, où L'Agneau mystique était à l'origine accroché. 
Le monument est inauguré le 9 août 1913, à l'occasion du congrès international de la Société d'histoire et d'archéologie, en présence, entre autres, du roi Albert Ier, des organisateurs de l'exposition universelle, des autorités de la province et de la ville de Gand et des représentants de diverses académies d'art en Belgique et à l'étranger.
Le monument a été restauré en 2013-2015, incluant une nouvelle couche d'émail sur les 19 blasons sur le côté et le dos.

## Description
Les frères Van Eyck sont assis au centre sur un double trône surélevé, tous deux en costume traditionnel du xve siècle. Hubert tient une Bible ouverte sur ses genoux et a une palette avec des pinceaux à son pied droit, Jan tient sa palette de peintre dans sa main gauche. La sculpture est signée sous la palette d'Hubert avec l'inscription « G. Verbanck 1912 ». De chaque côté des peintres se trouvent des groupes de statues d'hommes, de femmes et d'enfants (à moitié nus), qui rendent hommage avec des couronnes et des guirlandes de fleurs. Ils symbolisent l'humanité universelle intemporelle dépouillée de tout signe extérieur. 

À l'arrière du monument se trouve un ange en bronze placé comme le génie de la peinture. L'ange a déployé ses ailes et tient une couronne de laurier dans ses mains. Un texte latin peut être lu de part et d'autre du génie : 

« Eximiis Pictoribus Huberto et Johanni Van Eyck
Belgarum Aliarumque Gentium Aere Publico Privatoque »

Le trône et les marches du monument sont en pierre bleue, les statues ont été coulées en bronze à la Fonderie Nationale des Bronzes. Sur le côté et à l'arrière du monument se trouvent les armoiries en bronze émaillé des pays qui ont contribué à la création du monument.

## Galerie

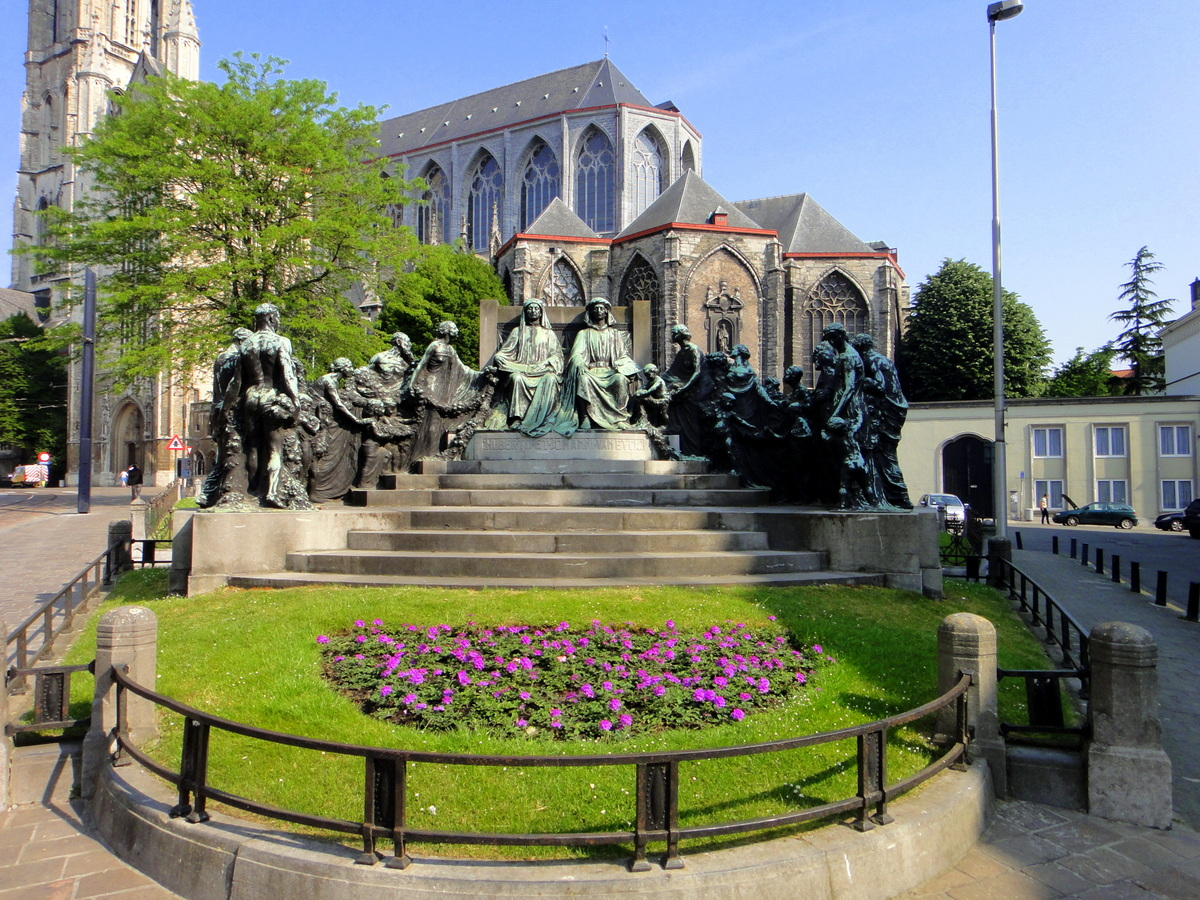
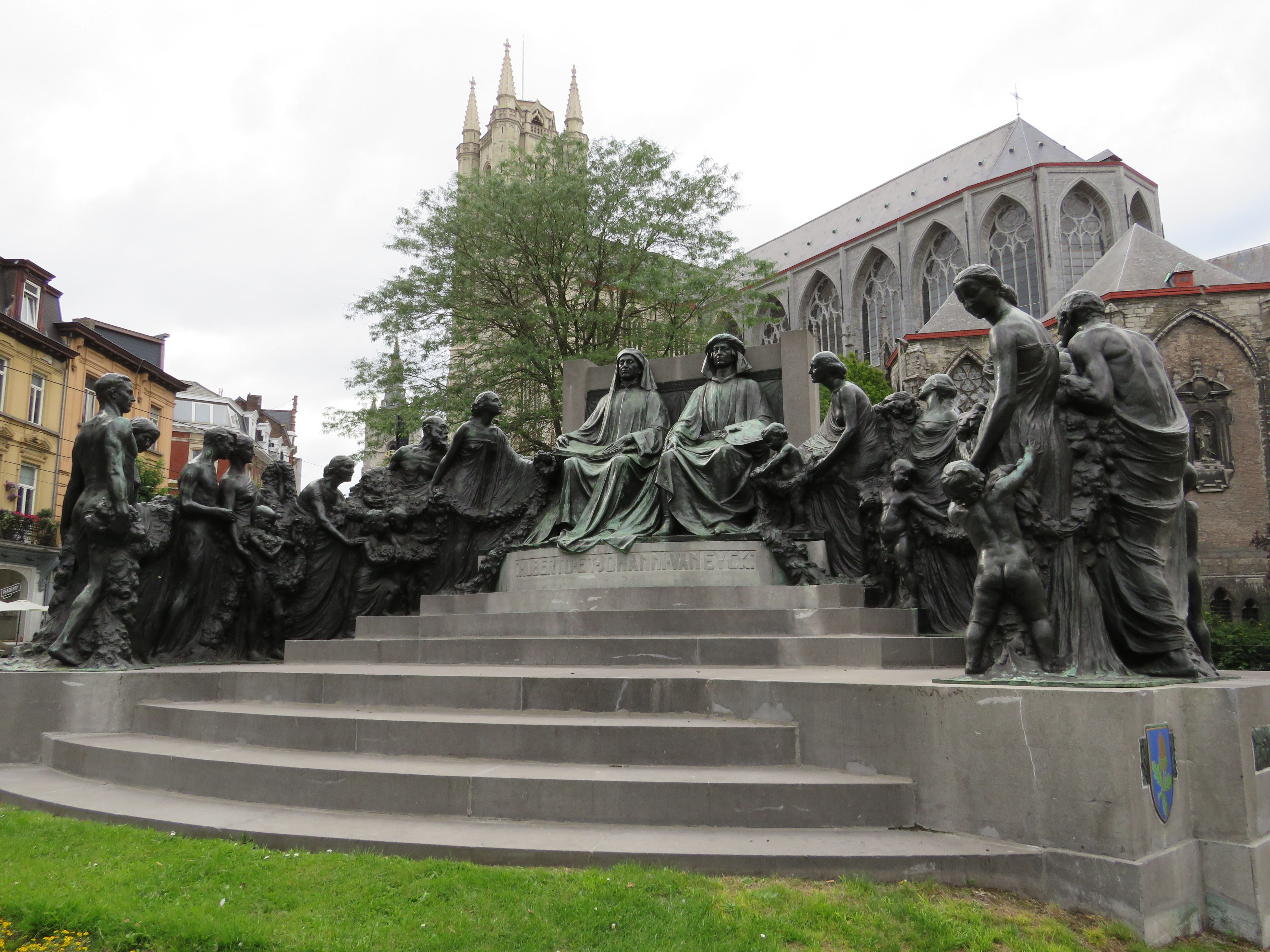
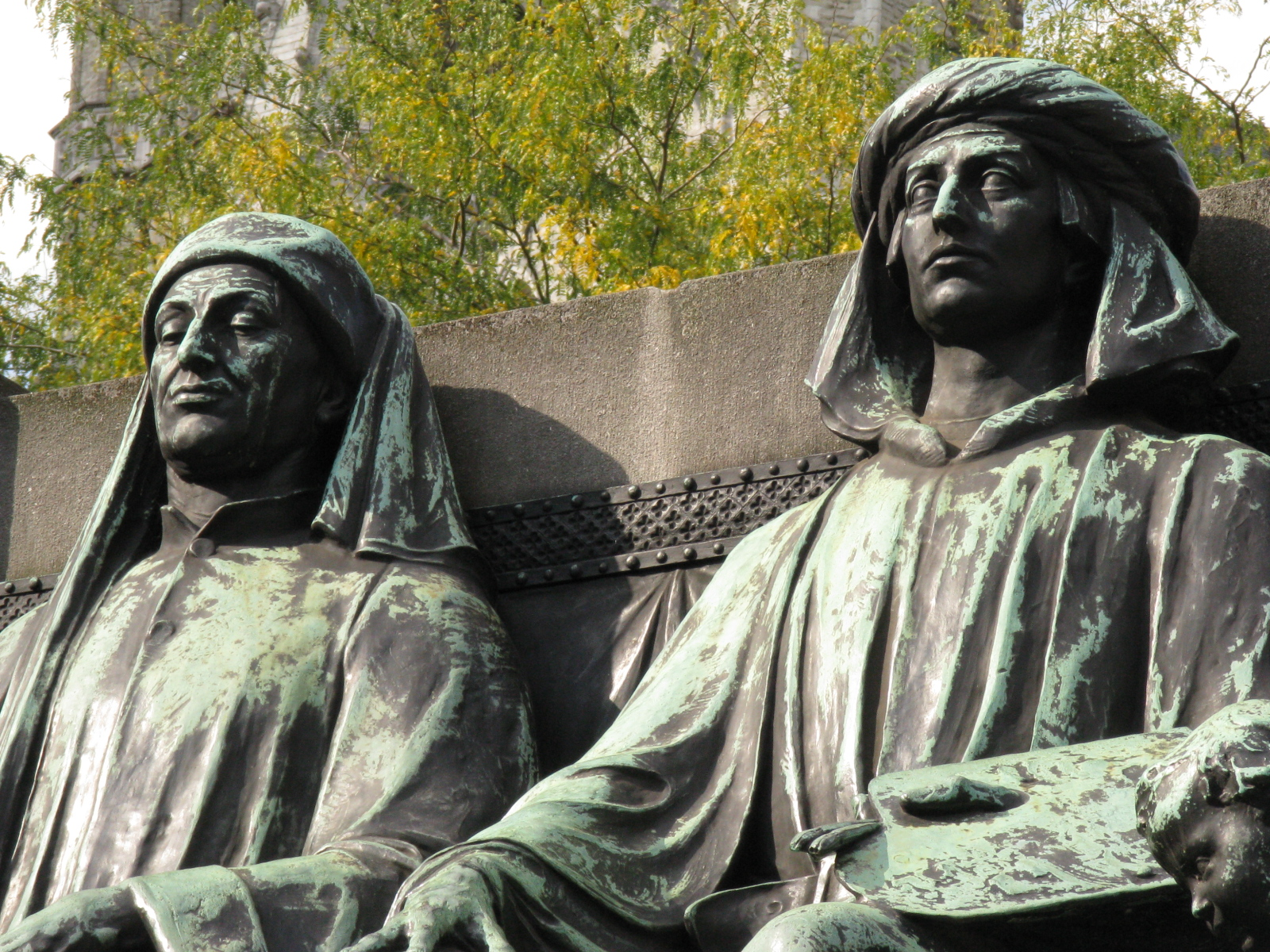
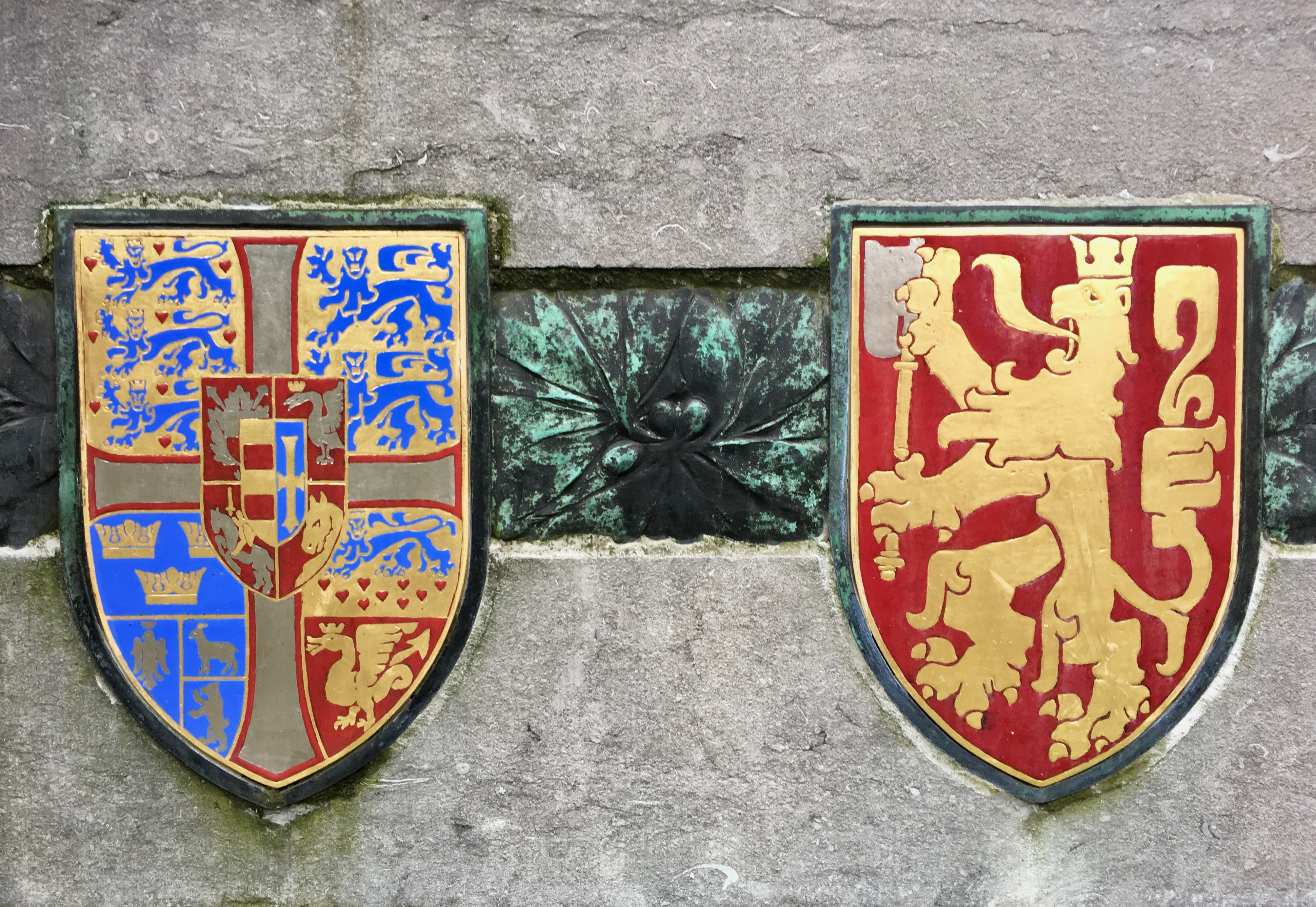
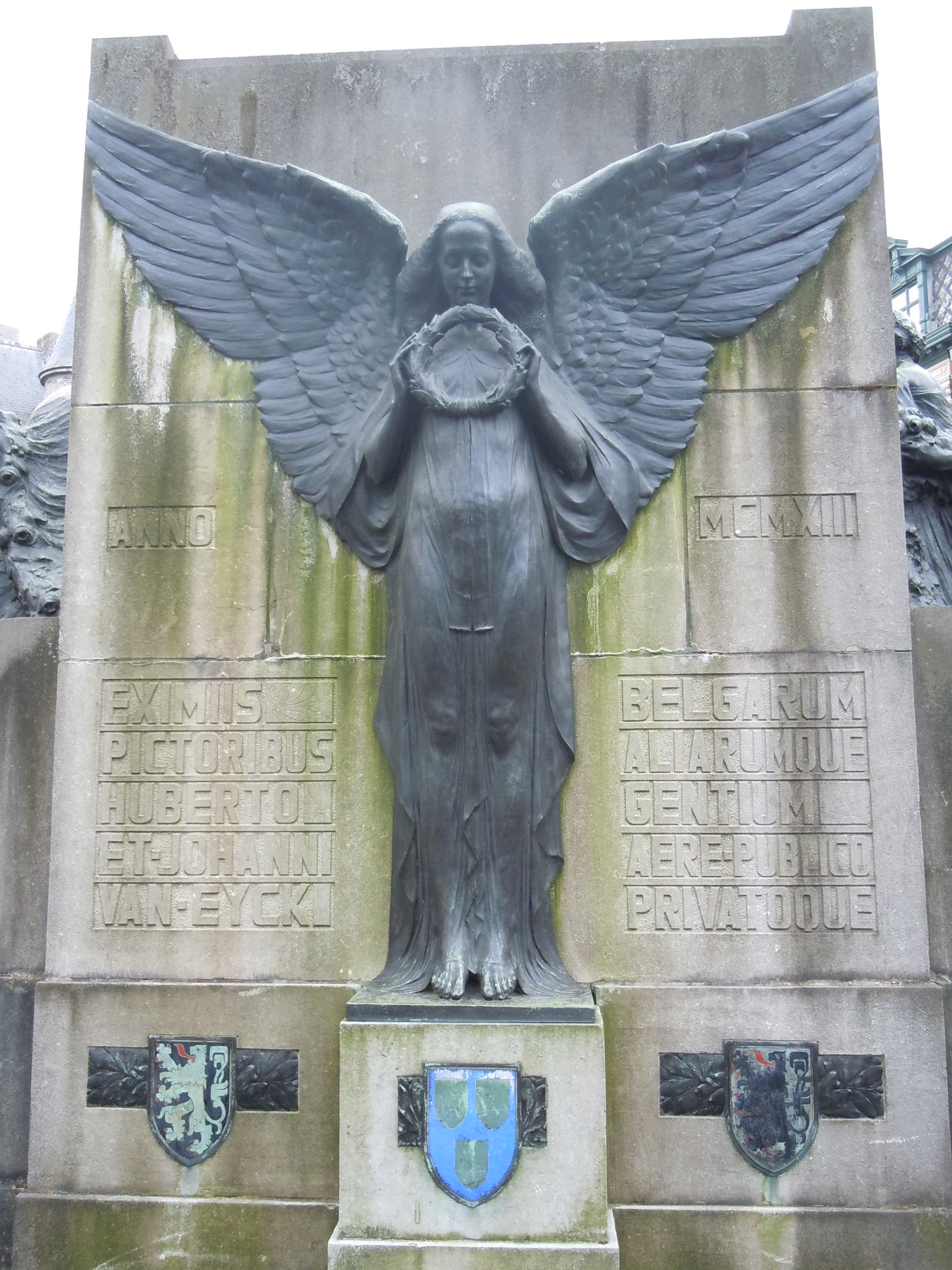

## Sources
- Hommage international au frères Hubert et Jean van Eyck : monument érigé en 1913 a l'occasion de l'Exposition Universelle et Internationale de Gand (1914). Gent: V van Doosselaere. 63 p.
- Gent 1913 - Monument Gebroeders Van Eyck van G. Verbanck en V. Vaerwyck  (2013). Gent: Erfgoedmemo 66 - Sophie Derom & Anne-Marie Verhofsté. 4 p.
- Geo Verbanck, beeldhouwer (1995). Gent: Kleine Cultuurgids Provincie Oost-Vlaanderen - Anthony Demey. 64p. (digitale versie)
- Hoe Geo Verbanck de gebroeders Van Eyck eerde (2021). Sint Niklaas: Stichting Geo Verbanck - Anthony Demey. 128 p.